# Толлмаш, Лайонел, 5-й граф Дайсарт
Лайоне́л То́ллмаш, 5-й гра́ф Дайсарт (англ. Lionel Tollemache, 5th Earl of Dysart; 6 августа 1734 — 20 февраля 1799) — британский аристократ, 5-й граф Дайсарт (1770—1799).

## Биография
Лайонел Толлмаш был сыном Лайонела Толлмаша, 4-го графа Дайсарт и его супруги Грейс Картетет, дочери Джона Картерета, 2-го графа Гренвиль и Фрэнсис Уорсли.
В 1760 году без согласия отца, женился на Шарлотте Уолпол, внебрачной дочери сэра Эдварда Уолпола и его любовницы Дороти Клемент. Дядя Шарлотты поэт Хорас Уолпол описывал его, как «очень красивого человека».
В 1770 году после смерти отца, унаследовал титулы граф Дайсарт и баронета из Хелмингем-холла. После смерти первой жены, 19 апреля 1791 года женился на Магдалене Льюис, этот брак, как и предыдущий был бездетным.
Скончался 20 февраля 1799 года в Хэм-Хаусе, ему наследовал младший брат Уилбрахам.